# Müllrose
Müllrose est une ville dans l'arrondissement d'Oder-Spree, dans le Land du Brandebourg en Allemagne. La commune est une station intégrée reconnue par l'État.

## Géographie

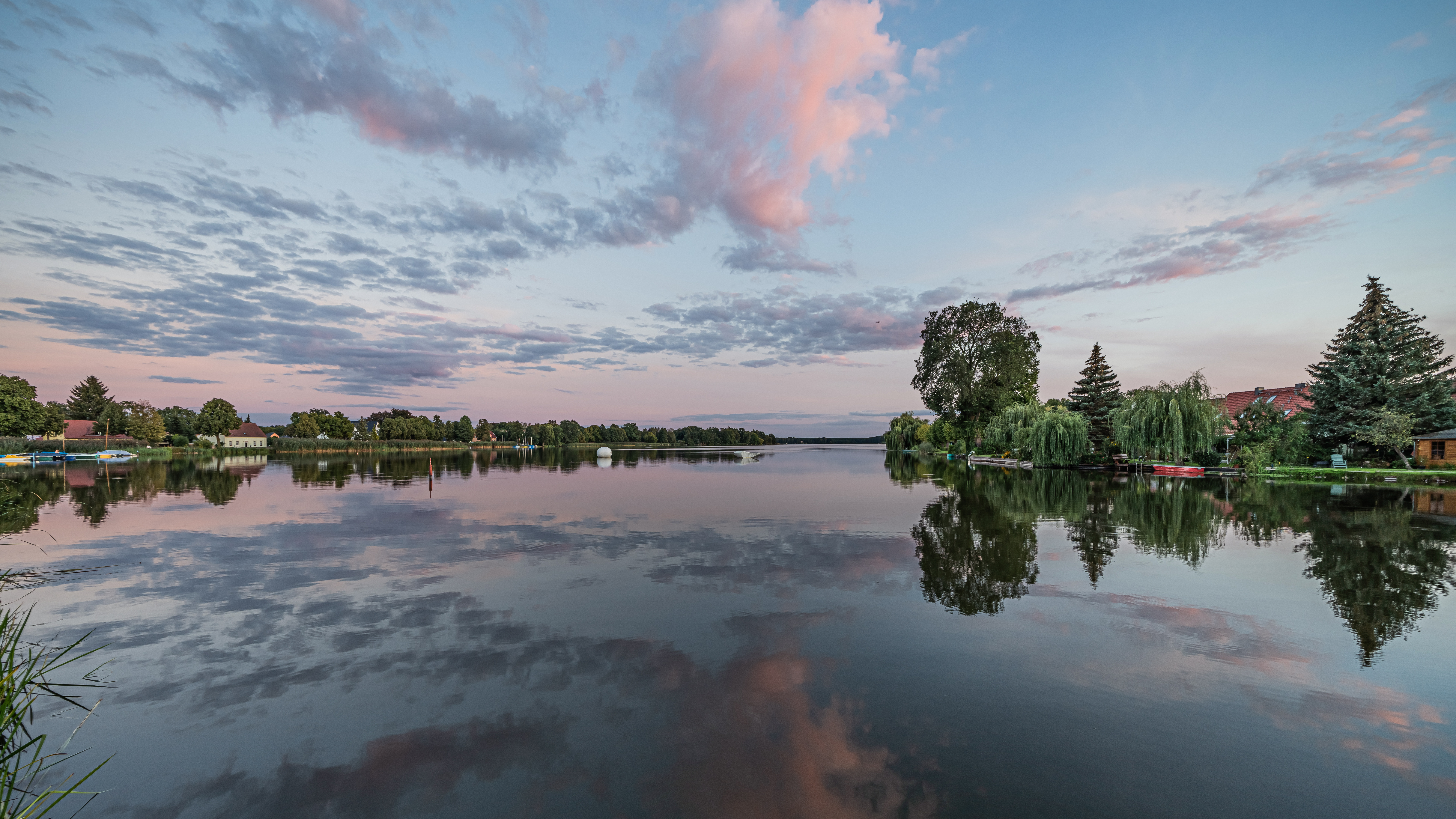
Le Großer Müllroser See.

La commune se situe dans le sud du pays de Lebus, à l'entrée septentrionale de la Schlaubetal, une vallée tunnel glaciaire traversée par la rivière Schlaube qui est aujourd'hui un parc naturel. Müllrose se trouve à 14 km au sud-ouest de Francfort-sur-l'Oder et à 14 km au nord-est de Beeskow, capitale de l'arrondissement.
Le territoire communal est traversé par le canal de l'Oder à la Sprée. Le centre ville se situe sur la rive nord de la Großer Müllroser See (en), un lac avec une superficie de 1,32 km² qui s'étend jusqu'à la municipalité voisine de Mixdorf au sud.

## Histoire

L'église paroissiale.

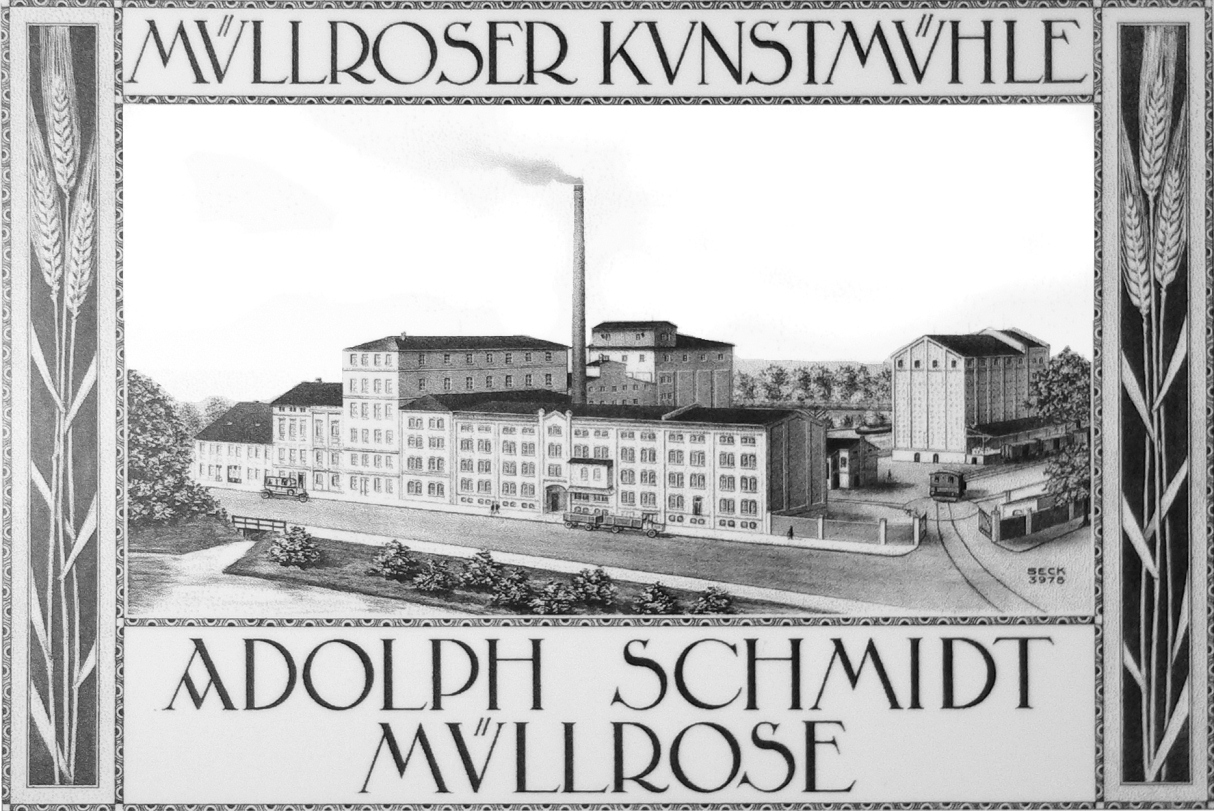
Le Moulin de Müllrose en 1900.

La ville fut fondée vers l'an 1260, au cours de la colonisation germanique dans les territoires des « Wendes », après que le pays de Lebus (le berceau de la future Nouvelle-Marche) avait été acquis par les margraves de Brandebourg. Le moulin à eau à Müllrose a été mentionné dans un document du 15 avril 1275 et est encore en usage aujourd'hui. Selon cet acte, le margrave Othon III († 1267) fut le fondateur. À cette époque, une église y existait déjà, et un château qui fut détruit pendant les croisades contre les hussites en 1432.
En 1558, l'électeur Joachim II Hector de Brandebourg et l'empereur Ferdinand Ier de Habsbourg (en tant que souverain de la marche de Lusace, un pays de la couronne de Bohême, au sud) concluent un accord sur la construction d'un canal reliant les rivières de la Sprée et de l'Oder. Néanmoins, seulement une première section de la Sprée jusqu'à Müllrose a été achevée en 1564. La voie navigable à Brieskow sur l'Oder n'était finalisée que dans les années 1662–1668, dans le règne du « Grand Électeur » Frédéric-Guillaume Ier, sous la direction de son  maître d’œuvre Philippe de La Chièze.
Müllrose obtient son autonomie administrative à la suite des Réformes prussiennes en 1808. À partir de 1816, elle était incorporée dans le district de Francfort au sein de la province de Brandebourg. De 1952 jusqu'à la réunification allemande en 1990, elle appartenait au district de Francfort-sur-l'Oder, l'un des 14 Bezirke de la République démocratique allemande.

## Démographie
| Année | Population |
| ----- | ---------- |
| 1875  | 2 710      |
| 1890  | 2 826      |
| 1910  | 2 876      |
| 1925  | 3 146      |
| 1933  | 3 249      |
| 1939  | 3 164      |
| 1946  | 3 515      |
| 1950  | 3 805      |
| 1964  | 3 271      |
| 1971  | 3 383      |

| Année | Population |
| ----- | ---------- |
| 1981  | 3 171      |
| 1985  | 3 242      |
| 1989  | 3 139      |
| 1990  | 3 051      |
| 1991  | 3 044      |
| 1992  | 3 011      |
| 1993  | 3 053      |
| 1994  | 3 085      |
| 1995  | 3 140      |
| 1996  | 3 298      |

| Année | Population |
| ----- | ---------- |
| 1997  | 3 565      |
| 1998  | 3 862      |
| 1999  | 4 021      |
| 2000  | 4 180      |
| 2001  | 4 290      |
| 2002  | 4 337      |
| 2003  | 4 400      |
| 2004  | 4 428      |
| 2005  | 4 437      |
| 2006  | 4 503      |

| Année | Population |
| ----- | ---------- |
| 2007  | 4 530      |
| 2008  | 4 504      |
| 2009  | 4 477      |
| 2010  | 4 444      |
| 2011  | 4 367      |
| 2012  | 4 432      |
| 2013  | 4 463      |
| 2014  | 4 514      |
| 2015  | 4 566      |
| 2016  | 4 571      |

| Année | Population |
| ----- | ---------- |
| 2017  | 4 587      |
| 2018  | 4 630      |
| 2019  | 4 636      |
| 2020  | 4 632      |

Les sources de données se trouvent en détail dans les Wikimedia Commons.